# Pierre du Tertre
Pour les articles homonymes, voir Dutertre.
Pierre du Tertre est le secrétaire de Charles II de Navarre. Il meurt exécuté en 1378.

## Présentation
Il fut également l'homme de confiance du roi de Navarre, Charles II le Mauvais confiait à son secrétaire ses pensées les plus secrètes.
En 1378, Pierre du Tertre fut arrêté dans la tour de Bernay en possession de documents des plus compromettants pour le roi de Navarre et pour lui-même. Malgré une écriture codée, il fut possible de déchiffrer les messages. Parmi eux, figurait une lettre adressée par Pierre du Tertre au capitaine de Beaumont-le-Roger, celui-ci encourageait le capitaine à combattre jusqu'à la mort s'il le fallait. Le deuxième document était une copie du traité de Clarendon signé en 1370.
Pierre du Tertre fut emmené à la prison du Temple où, torturé, il confirma les aveux faits par Jacques de Rue concernant les tractations faites par le roi de Navarre avec l'Angleterre, mais déclara ignorer les complots concernant les deux tentatives d'assassinat sur la personne de Charles V de France.
Le 16 juin 1378, il comparut devant la Grande Chambre du Parlement avec Jacques de Rue et quelques complices du roi de Navarre. Il fut condamné à mort et décapité aux Halles. Comme Jacques de Rue, sa tête fut plantée sur une pique au gibet de Montfaucon. Les bras et les jambes furent exhibés sur huit potences installées aux principales portes de Paris.

## Sources
- Georges Bordonove, Les Rois qui ont fait la France - Les Valois - Charles V le Sage, t. 1, Pygmalion, 1988.
- Bruno Ramirez de Palacios, Charles dit le Mauvais : Roi de Navarre, comte d'Evreux, prétendant au trône de France, Le Chesnay, Bruno Ramirez de Palacios, janvier 2015, 530 p. (ISBN 978-2-9540585-2-8)